# Königreich Kastilien

Wappen des Königreichs Kastilien

Das Königreich Kastilien (spanisch Reino de Castilla, lateinisch regnum Castellae) war eines der mittelalterlichen Königreiche der Iberischen Halbinsel. Es existierte als eigenständiges Königreich von 1065 bis 1230.
Im 9. Jahrhundert war Kastilien noch eine Grafschaft im Osten des Königreichs Asturien und im 10. Jahrhundert eine Grafschaft im Königreich León. 1065 spaltete sich Kastilien vom Königreich León ab und wurde selbst ein Königreich. Zwischen 1072 und 1157 war das Königreich Kastilien wieder mit dem Königreich León vereinigt, danach wieder von ihm getrennt.
1230 wurden die Königreiche von Kastilien und León endgültig vereinigt. Dieses vereinigte Reich wird als Krone von Kastilien bezeichnet. Seine Könige eroberten in der Reconquista bis 1492 schrittweise den Süden der Iberischen Halbinsel von muslimischen Herrschern. Nach der Entdeckung Amerikas 1492 entstanden erste Kolonien in der Neuen Welt, die ebenfalls der Krone von Kastilien angehörten.
Die Vereinigung der Krone von Kastilien und der Krone von Aragonien begann 1469 als Personalunion durch die Heirat der Katholischen Könige. Sie wurde im Jahr 1516 vollendet, als der spätere Kaiser Karl V. durch Erbschaft König beider Reiche wurde und als Karl I. das Königreich Spanien begründete.

## Geschichte

### Vorgeschichte

Grafschaft Kastilien um das Jahr 1000 n. Chr.

Die erste Erwähnung des Namens „Kastilien“ erscheint in einer Urkunde des Jahres 800:

„Wir haben eine Kirche zu Ehren von St. Maarten, in den Gebieten Patriniano im Gebiet von Kastilien.“

In der Chronik Alfons’ III., eines Königs von Asturien im 9. Jahrhundert, heißt es:

„Bardulia jetzt Castilla genannt.“

Dieses historische Kerngebiet lag um die Stadt Burgos und wurde wohl im 7. und 8. Jahrhundert durch die Könige von Asturien erobert. Zuvor hatte es unter Herrschaft der Mauren gestanden. Kastilien wurde im 9. und 10. Jahrhundert mit Menschen aus Kantabrien, Asturien, dem Baskenland und solchen westgotischer Abstammung wiederbevölkert (repoblación); allmählich entwickelte sich ein romanischer Dialekt, das Kastilische.
Der erste Graf von Kastilien, Rodrigo, wurde im Jahr 860 von Ordoño I. von Asturien eingesetzt. Zu Beginn des 10. Jahrhunderts widmete sich der Graf Gonzalo Fernández der Wiederbesiedlung der rückeroberten Gebiete. Im Jahr 931 wurden die kastilischen Grafschaften durch Graf Fernán González vereinigt, der das bisher unter der Oberhoheit des Königreich León stehende Kastilien als unabhängige und erbliche Grafschaft begründete.
Nach der Ermordung des Grafen Garcia Sanchez, 1028, fiel Kastilien an den mit seiner Schwester Mayor verheirateten König Sancho den Großen von Navarra. Als Erbe hinterließ er im Jahr 1035 seinem Sohn Ferdinand ein verkleinertes Kastilien. In der Folge begannen jahrhundertelang andauernde Territorialkonflikte zwischen den Königreichen Navarra und dem aufstrebenden Kastilien.

### Entstehung des Königreichs Kastilien (11. bis 12. Jahrhundert)

Kastilien als Teil Navarras (1029 bis 1035)

#### Ferdinand I.
Ferdinand I. war verheiratet mit Sancha, der Schwester von Bermudo III. von Leon. Ferdinand provozierte im Jahr 1037 einen Krieg gegen seinen Schwager, den König Bermudo III. von León, der in der Schlacht von Tamarón fiel, und vereinigte hierauf ganz León mit seiner bisherigen Herrschaft zum Königreich Kastilien. Da Bermudo III. keine Kinder hatte, eignete sich sein Schwager Fernando I. die Krone Leons im Namen seiner Frau an. Am 22. Juni 1038 wurde er zum König gesalbt und war somit der erste König von Kastilien. Dies war die erste Vereinigung der Königreiche Kastilien und León.
Ferdinand I. schlug in der Schlacht von Atapuerta 1054 einen Angriff seines Bruders Garcia von Navarra zurück; er vereinigte das navarresische Gebiet auf dem rechten Ebroufer mit Kastilien und erweiterte durch erfolgreiche Kämpfe mit den Arabern die Grenzen seines Reichs beträchtlich nach Süden.
Bei seinem Tode 1067 teilte er sein Reich unter seine drei Söhne, von denen Sancho II. Kastilien, Alfons VI. León und Asturien sowie García Galicien erhielt. Seine Tochter, Urraca, bekam Zamora.

#### Sancho II. und Alfons VI.
Unter den Brüdern entbrannte schon bald ein Machtkampf. Sancho II. verbündete sich anfangs mit Alfons VI., und gemeinsam entrissen sie García Galicien. Später kam es aber auch zwischen ihnen zur Auseinandersetzung, die zunächst zu Sanchos Gunst zu verlaufen schien; so konnte er Alfons vertreiben und sich auch zum König von León krönen lassen. Nach seinem Tod (mutmaßlich ein Meuchelmord) im Oktober 1072 ging jedoch Alfons als Sieger hervor. Nachdem er im Jahr darauf auch den auf seinen Thron zurückgekehrten García gefangengesetzt hatte, konnte er das väterliche Erbe unter seiner Herrschaft vereinen und regierte bis zu seinem Tod die Königreiche León, Kastilien und Galicien. Im Zuge der Reconquista (Rückeroberung) führte er siegreiche Kriege gegen die Mauren.
Alfons VI. näherte sich an die anderen Königreiche in Europa an, insbesondere an Frankreich, wo seine Töchter Urraca und Teresa Raimund von Burgund und Heinrich von Burgund heirateten. Unter ihm wurde das römisch-hierarchische Kirchensystem auch in Kastilien begründet. Der Rat führte in Burgos 1080 den römischen Ritus ein, der den vorher üblichen mozarabischen Ritus ersetzte.

#### Urraca
Nachdem Alfons’ Sohn und designierter Erbe Sancho Alfónsez 1108 in der Schlacht bei Uclés getötet worden war, rückte Urraca zur Thronfolgerin auf und wurde im Juli 1109 neue Königin. In zweiter Ehe heiratete sie im Oktober 1109 Alfons I. von Aragonien. Die damit mögliche Vereinigung beider Reiche zu einem Königreich Hispanien zerschlug sich jedoch: Einerseits wurde die Verbindung von Papst Paschalis II. abgelehnt; unter Androhung der Exkommunikation forderte er die Trennung. Andererseits hatten sich Urraca und Alfons nach wenigen Monaten voneinander entfremdet und standen sich nun in einem Machtkampf gegenüber. Nach wechselvollem Verlauf konnte Urraca sich mit Hilfe des kastilischen Adels im Frühjahr 1113 als Königin von León und Kastilien behaupten; die Ehe war bereits im Jahr zuvor vom Papst annulliert worden. Ihren Sohn Alfons VII. Raimundez ließ sie 1117 zum Imperator über ganz Spanien proklamieren.

#### Alfons VII.
Nach dem Tod seiner Mutter übernahm Alfons VII. 1126 die Macht. Ihm gelang die Annexion der Königreiche von Navarra und Aragonien, 1135 wurde er in Léon zum Imperator Legionensis Hispaniae („Kaiser von Spanien“) gekrönt. 1139 musste er jedoch die Unabhängigkeit von Portugal anerkennen, das sich nach einem jahrzehntelangen Bürgerkrieg vom Königreich Léon-Kastilien abspalten konnte. Er setzte die Kämpfe gegen die Araber fort.

#### Regierung: Räte und Cortes
Wie in jedem mittelalterlichen Reich oblag die oberste Gewalt „durch die Gnade Gottes“ dem König. Aber von Beginn an gab es ländliche und städtische Gemeinderäte, die Entscheidungen über die Alltagsprobleme trafen.
Diese Räte repräsentierten die verschiedenen Bevölkerungsschichten. Auch erreichten sie die Wahl von Richtern und Beamten, Bürgermeister, Schreibern etc.
Angesichts der wachsenden Macht der Kommunen bestand eine Notwendigkeit für die Kommunikation zwischen dem König und den entstandenen Gerichten im Jahr 1188 im Königreich Leon und seinen entsprechenden Versionen im Königreich von Kastilien im Jahr 1250. Die Gerichte wurden von einer kleinen Gruppe mittelalterlicher Stadtbewohner geführt, sie hatten keine legislativen Befugnisse, aber es war ein Punkt der Einheit zwischen König und Reich, etwas, wobei die Königreiche von Leon und Castilla zu Pionieren wurden.

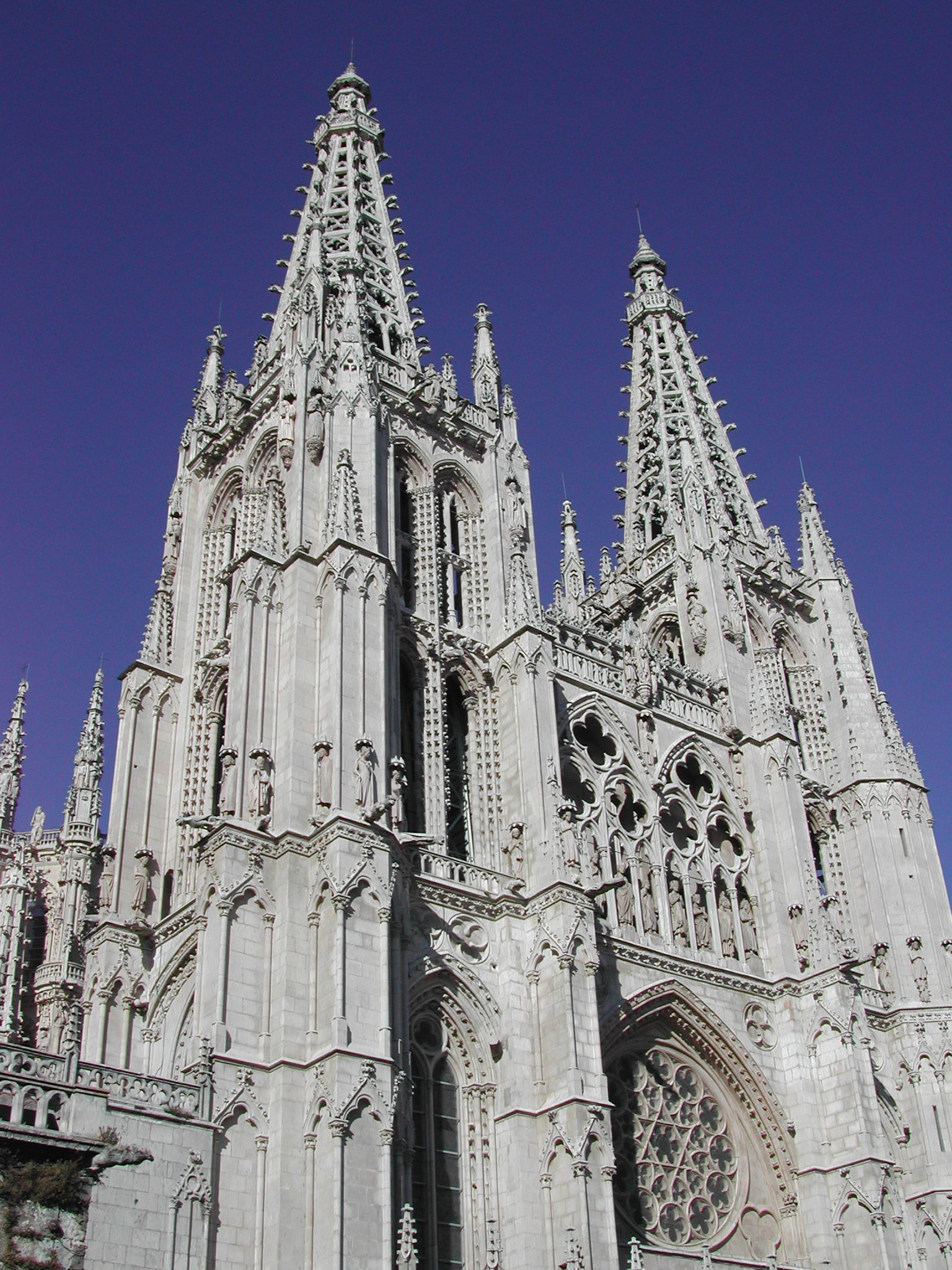
Kathedrale von Burgos (Hauptstadt des Königreichs)

### Verbindung zwischen Christentum und Islam (12. Jahrhundert)
Im 12. Jahrhundert gab es in Kastilien einen Durchbruch der Wissenschaften. In der ersten Hälfte des 12. Jahrhunderts wurde in Toledo eine Übersetzungsschule gegründet, deren Hauptaufgabe es war, Werke unterschiedlicher philosophischer und wissenschaftlicher Herkunft des antiken Griechenlands und der arabischen Welt ins Lateinische zu übersetzen. Viele europäische Denker, wie Daniel von Morley, reisten nach Toledo, um die Vorlesungen zu hören.
Die Zuwege des Jakobswegs, die ganz Europa durchziehen, dienten auch dem Austausch von Wissen zwischen dem Königreich Kastilien und León und dem restlichen Europa.

### Endgültige Vereinigung mit dem Königreich Leon (13. Jahrhundert)
In Kastilien folgte auf Alfons VII. Alfons VIII., der Edle (1157–1214). Dieser hinterließ die Krone seinem elfjährigen Sohn Heinrich I., der jedoch schon 1217 tödlich verunglückte.
Nun brachen wieder heftige Bürgerkriege aus, bis 1230 durch einen Vertrag Ferdinand III., Sohn von Heinrichs Schwester Berengaria und dem König Alfons IX. von León, als König von Kastilien und León anerkannt wurde.
Es wurde festgesetzt, dass beide Staaten in Zukunft ein einziges, unteilbares Reich bilden sollten. Die Erbfolge sollte auf den ältesten Sohn und in Ermangelung männlicher Erben auf die weibliche Linie übergehen. Der neue Regent profitierte vom Rückgang des Almohaden-Reiches und eroberte das Guadalquivir-Tal, während sein Sohn Alfonso sich des Königreiches Murcia annahm. Ferdinand III., der Heilige (1230–1252), eroberte 1236 Córdoba, 1248 Sevilla und brachte das Land bis zur Südküste unter kastilische Herrschaft, außerdem Granada in Lehnsabhängigkeit. Die unterlegenen Königreiche behielten sich die Rechtsprechung vor.
Es folgte 1252–1284 Ferdinands ältester Sohn, Alfons X., der Weise, der Künste und Wissenschaften umfassend unterstützte. Er belastete jedoch das Land mit neuen Steuern und erregte dadurch, dass er die Söhne seines erstgeborenen Sohns Ferdinand vom Thron ausschloss und seinen zweiten Sohn Sancho zum Nachfolger bestimmte, einen Thronstreit, an dem sich namentlich Frankreich beteiligte und der Kastiliens Macht bedeutend schwächte, das Volk vernachlässigte und den Adel zu Trotz und Überhebung verleitete. Unter Sancho IV. (1284–1295) brach bereits eine Empörung der mächtigen Edelleute aus. Gegen den minderjährigen Ferdinand IV. (1295–1312), dessen legitime Geburt angezweifelt wurde, erhoben sich mehrere Prätendenten und auch die Nachbarreiche suchten sich auf Kosten Kastiliens zu vergrößern; aber seine Mutter María de Molina, welche die Regentschaft führte, trotzte diesen Gefahren. Neue Streitigkeiten brachen aus, als nach Ferdinands plötzlichem Tod die Krone an dessen zweijährigen Sohn Alfons XI. (1312–1350) fiel; das Reich wurde durch diese inneren Kämpfe völlig zerrüttet.
Erst 1335 gelang es Alfons, durch Grausamkeit und Hinterlist, der Empörungen Herr zu werden und durch die Bewilligung der Alcavala (einer Steuer) eine unabhängige Stellung zu gewinnen. Er eroberte darauf 1344 Algeciras. Bei der Belagerung von Gibraltar 1350 starb er.
Ihm folgte Peter der Grausame (1350–1369), der durch seine Gräueltaten eine Erhebung seines Halbbruders Heinrich von Trastámara veranlasste und 1369 von diesem bei Montiel geschlagen und getötet wurde.

### Das Haus Trastámara (14.–15. Jahrhundert)

Krone von Kastilien bis 1400

La Casa de Trastámara war eine Dynastie, die in Kastilien zwischen 1369 und 1504 regierte. Sie hatten den Namen des Grafen (oder Herzog) von Trastámara angenommen, einem Titel, der von dem nachmaligen Heinrich II. von Kastilien und León getragen wurde (Enrique de Trastámara oder Heinrich von Trastamar), ehe er den Thron 1369, also während des Bürgerkriegs mit seinem Bruder Pedro I. von Kastilien bestieg. Mit Enrique de Trastámara beginnt die Dynastie des Hauses Trastámara auf dem Thron von Kastilien und León, die mit dem Habsburger Karl V. (1500–1558) Römisch-deutscher Kaiser, König beider Sizilien, von Aragón, Kastilien und Leon endet.
Heinrich II. (1369–1379) behauptete den Thron gegen Peters Schwiegersohn Johann von Lancaster (John of Gaunt) und erwarb Vizcaya.
Sein Sohn Johann I. (1379–1390) führte Krieg mit Portugal und England um den Besitz seines Throns, einigte sich aber 1387 im Vertrag von Bayonne mit dem Haus Lancaster und 1389 mit Portugal. Ihm folgte der elfjährige Heinrich III. (1390–1406), dessen Minderjährigkeit Streitigkeiten über die Reichsverwaltung veranlasste, die das Land furchtbar zerrütteten. Da erklärte sich der junge 14-jährige König 1393 für mündig, vermählte sich mit Katharine von Lancaster und führte die Regierung selbst. Unter ihm wurden 1402 die Kanarischen Inseln neuentdeckt.

### Union von Kastilien und der Krone Aragon (16. Jahrhundert)
Mit der Ehe von Ferdinand II. von Aragón mit Isabella I. von Kastilien wurde am 19. Oktober 1469 in Valladolid der spanische Einigungsprozess vorangetrieben. Zunächst handelte es sich um eine reine Personalunion, die bis 1504 andauerte. Auch nach dieser ersten Einigung durch die Heirat der Katholischen Könige behielten die beiden Reichsteile – die Krone von Kastilien ebenso wie die Kronen von Aragón und Navarra – ihre eigenen Rechtsordnungen und Institutionen. So wurden in Kastilien königliche Erlasse von beiden Herrschern gemeinsam unterschrieben, für die Länder der Krone von Aragón unterschrieb nur Ferdinand. Die einzige gemeinsame Institution in den Königreichen Aragón und Kastilien zwischen 1479 und 1504 war die Spanische Inquisition.
Auch in wirtschaftlicher Hinsicht agierten die Königreiche unterschiedlich: Aragón war mehr auf das Mittelmeer ausgerichtet, während für Kastilien der Atlantische Ozean eine größere Bedeutung besaß. Die Entdeckung und Eroberung Amerikas ab 1492 erfolgte im Namen der Krone von Kastilien.
Nach dem Tod Isabellas 1504 übernahmen Johanna und Philipp I. die Regierung in Kastilien. Ferdinand war nur noch Herrscher in den Ländern der Krone von Aragón. Nach dem Tod Philips im Jahr 1506 übernahm Ferdinand 1507 die Vertretung für seine als wahnsinnig geltende Tochter Johanna.

### Übergang ins Königreich Spanien
Als Ferdinand 1516 starb, erbte sein Enkel Karl I. die Krone Aragon. Dadurch wurden die beiden Reiche politisch vereint – das Königreich Kastilien verlor seine Eigenständigkeit. Karl wurde erster König Spaniens (und 1519 als Karl V. auch römisch-deutscher Kaiser). Seine Mutter Johanna blieb bis zu ihrem Tod im Jahr 1555 Titularkönigin von Kastilien und León sowie Titularkönigin von Aragón.
Nach dem Ende des Spanischen Erbfolgekrieges (1701–1714) löste König Philipp V. die Institutionen der alten Königreiche auf. In den Decretos de Nueva Planta wurde das kastilische Rechts- und Verwaltungssystem weitgehend auf die anderen Reichsteile ausgedehnt, so vor allem auf die Länder der ehemaligen Krone Aragón. Spanien wurde auf diese Weise durch die Bourbonen in einen Zentralstaat umgewandelt.

## Symbole des Königreichs Kastilien
Ein goldenes Haus mit blauem Tor und blauen Fenstern wurde seit der Regierungszeit Alfons VIII. (1147–1214) als Symbol des Königreichs Kastilien z. B. für Schilde und Banner verwendet.